# Stanisław Wroński (polityk)

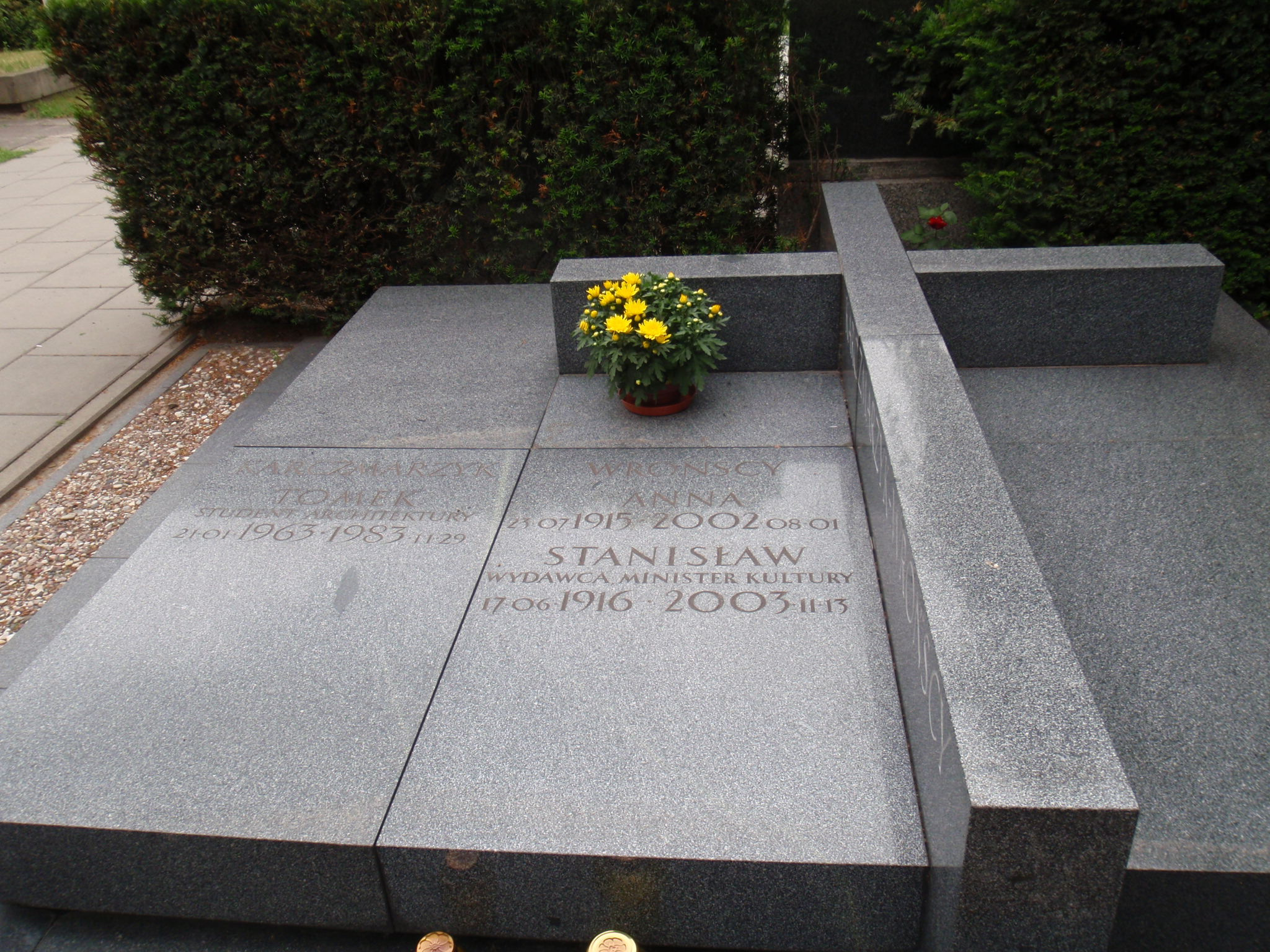
Grób Stanisława Wrońskiego na cmentarzu Wojskowym na Powązkach w Warszawie

Stanisław Wroński (ur. 17 czerwca 1916 w Sielcu, zm. 13 listopada 2003 w Warszawie) – polski historyk, działacz komunistyczny i państwowy, minister kultury i sztuki w latach 1971–1974, minister bez teki w 1974. Poseł na Sejm PRL V, VI, VII i VIII kadencji, członek Rady Państwa (1974–1985). Przewodniczący Towarzystwa Przyjaźni Polsko-Radzieckiej w latach 1980–1987.

## Życiorys
Ukończył studia w Szkole Partyjnej przy KC PZPR (1951), w Instytucie Nauk Społecznych przy KC PZPR (1953) oraz na Uniwersytecie Warszawskim (1957). Od 1944 członek Polskiej Partii Robotniczej, następnie (od 1948) członek Polskiej Zjednoczonej Partii Robotniczej.
W latach 30. działacz ruchu młodzieży komunistycznej, podczas II wojny światowej uczestnik ruchu oporu na terenie Polski, Białorusi, Ukrainy i Słowacji (Brygada Partyzancka im. A. Newskiego, którą dowodził Wiktor Karasiow – jednostka frontowa Ludowego Komisariatu Spraw Wewnętrznych ZSRR (NKWD)). W latach 1946–1949 sekretarz generalny Towarzystwa Przyjaźni Polsko-Radzieckiej. W latach 1951–1956 był wykładowcą w Szkole Partyjnej przy KC PZPR i w Instytucie Nauk Społecznych przy KC PZPR. W latach 1957–1963 pracownik naukowy Polskiej Akademii Nauk oraz Wojskowego Instytutu Historycznego. W latach 1963–1971 prezes i redaktor naczelny Spółdzielni Wydawniczej „Książka i Wiedza”.
W latach 1964–1968 zastępca członka Komitetu Centralnego PZPR, w latach 1968–1980 członek KC. W latach 1971–1974 minister kultury i sztuki, w 1974 minister bez teki (od lutego do czerwca). W latach 1974–1987 redaktor naczelny i członek Rady Redakcyjnej organu teoretycznego i politycznego KC PZPR „Nowe Drogi”. W latach 1974–1985 członek Rady Państwa. W latach 1969–1985 poseł na Sejm PRL V, VI, VII i VIII kadencji.
Od 1969 członek prezydium, a w latach 1972–1980 prezes Zarządu Głównego Związku Bojowników o Wolność i Demokrację. Od 1974 członek prezydium ZG, a w latach 1980–1987 przewodniczący ZG Towarzystwa Przyjaźni Polsko-Radzieckiej. Członek Rady Krajowej Patriotycznego Ruchu Odrodzenia Narodowego. W latach 1986–1988 członek Społecznego Komitetu Odnowy Starego Miasta Zamościa. Od 1987 przedstawiciel PZPR w redakcji miesięcznika „Problemy Pokoju i Socjalizmu” (w Pradze).
Mieszkał w Warszawie. Był żonaty z Anną Wrońską (1915–2002). Jego bratem był Józef Wroński (1904–1944), działacz komunistyczny, upamiętniony na monumencie na Hali Koniecznej.
Został pochowany na cmentarzu Wojskowym na Powązkach w Warszawie (kwatera D 4-1-1/2). W pogrzebie udział wzięła delegacja Ambasady Słowacji w Polsce, a także m.in. Wojciech Siemion, gen. broni w st. spocz. Tadeusz Szaciłło, gen. dyw. w st. spocz. Teodor Kufel, prof. Andrzej Werblan.

## Ordery i odznaczenia
- Order Budowniczych Polski Ludowej (1979)[8]
- Order Sztandaru Pracy I klasy
- Order Sztandaru Pracy II klasy (1964)[9]
- Order Krzyża Grunwaldu III klasy
- Złoty Krzyż Zasługi
- Medal 30-lecia Polski Ludowej (1974)[10]
- Złoty Medal „Za zasługi dla obronności kraju” (1973)[11]
- Srebrny Medal „Za zasługi dla obronności kraju”
- Brązowy Medal „Za zasługi dla obronności kraju”
- Tytuł „Zasłużony Działacz Towarzystwa Przyjaźni Polsko-Radzieckiej” (1987)[12]
- Złota odznaka „Za zasługi dla dziennikarstwa” (1985)[13]
- Odznaka „Za zasługi dla województwa tarnobrzeskiego” (1984)[14]
- Order Sztandaru Pracy I klasy (Niemcy Wschodnie, 1986)[15]
- Order Przyjaźni Narodów (ZSRR, 1984)[16]
- Dyplom honorowy Komitetu do spraw Wydawnictw przy Radzie Ministrów ZSRR (1968)[17]
- Złoty Medal „Za zasługi w rozwoju przyjaźni i współpracy z CSRS” (Czechosłowacja, 1970)[18].
- wiele innych odznaczeń